# Empresa Municipal de Transports de Palma de Mallorca
L'Empresa Municipal de Transports de Palma de Mallorca, SA (EMT), скорочено EMT-Palma — іспанська компанія, яка здійснює міські і приміські пасажирські перевезення автобусами у місті Пальма (Балеарські острови). Заснована в 1985 році.
Компанія щороку перевозить 39 млн пасажирів, кількість працівників — близько 630. Пасажирські перевезення здійснюються за 31 маршрутом (включаючи і сусідні муніципалітети Маррачі, Кальвія і Льюкмажор), а рухомий склад нараховує 179 одиниць автобусів.  

## Історія

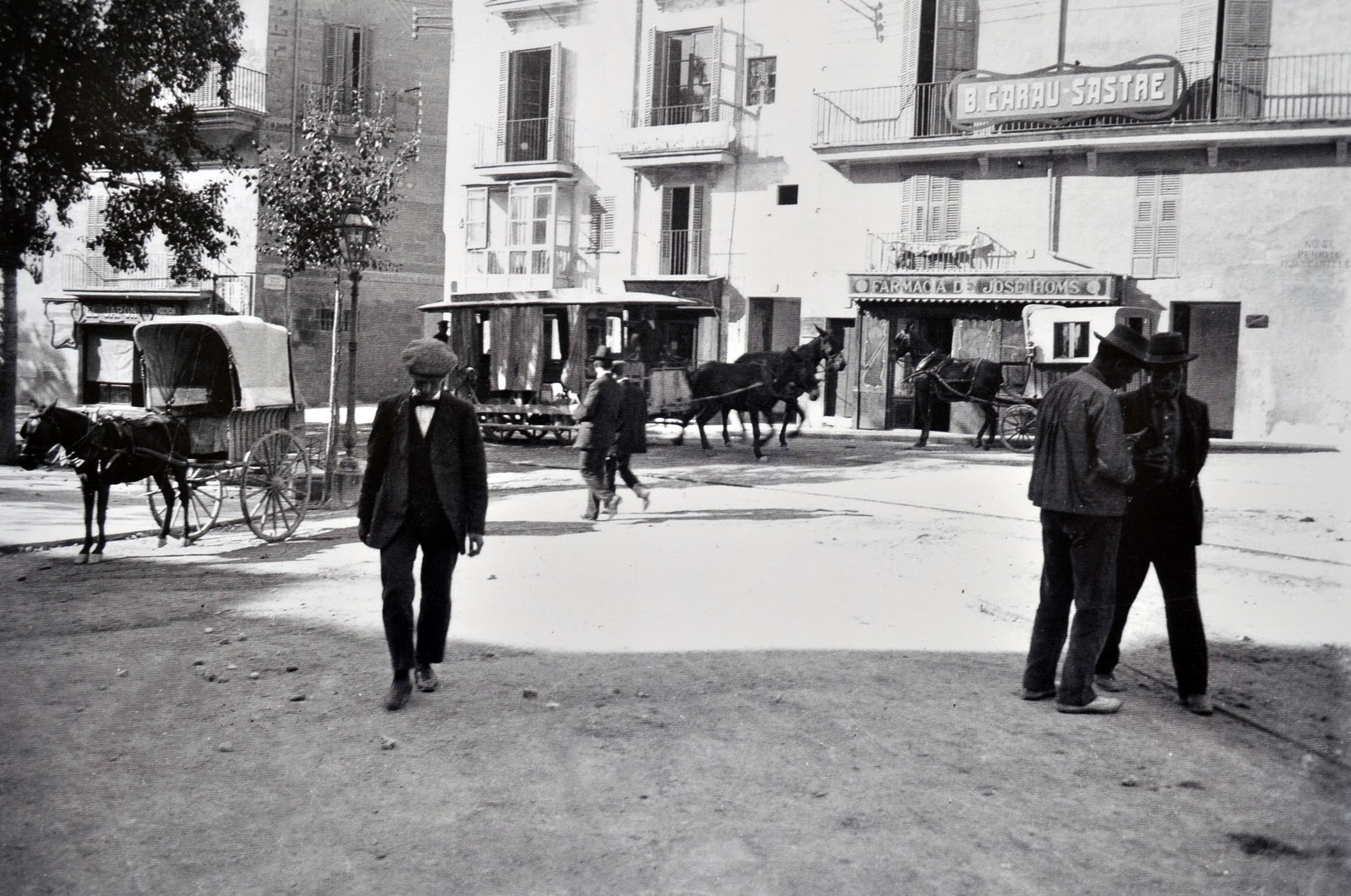
Трамвай на тязі мулів проїздить через площу Конституції, 1914. Пальма, Іспанія

Історія громадського пасажирського транспорту у Пальмі розпочалась у 1891 році, коли було засновано «Мальоркське товариство трамваїв» (Sociedad Mallorquina de Tranvías, S.M.T.). У рухомому складі нараховувалось 12 трамваїв, придбаних в Ліверпулі, які рухались за допомогою тяги мулів.
У 1914 році створено «Головне товариство міжміських електричних трамваїв Пальми» (Sociedad General de Tranvías Eléctricos Interurbanos de Palma, SA). Підприємство було модернізовано за рахунок 42 електричних трамваїв, які використовувались до 1958 року. У 1958 році трамваї були замінені 53 автобусами за підтримки міської ради та інших установ.
У 1971 році «Головне товариство трамваїв» збанкрутіло, а самі робітники створили «Мальоркське анонімне робітниче товариство автобусів» (Sociedad Anónima Laboral Mallorquina de Autobuses, SALMA), яке здійснювало міські і приміські пасажирські перевезення.
У 1985 році мерія Пальми створила міську службу громадського транспорту «Empresa Municipal de Transports de Palma de Mallorca». Того ж року було перевезено близько 20 млн пасажирів по 16 міським маршрутам; перевезено 1 650 000 пасажирів по 4 міжміським маршрутам з загальною кількістю 6 650 000 км. 
Упродовж 1985–1995 років, компанія розширяла і модернізовувала свою транспортну мережу: у 1995 році діяв 21 маршрут і перевезено 26 700 000 пасажирів.
У період з 2000 по 2001 роки рухомий склад поповнився Mercedes-Benz Citaro (12 м), Citaro G (18 м) і Cito (9 м), які до 2004 року замінили увесь склад компанії.
У 2009 році придбано 11 одиниць Mercedes-Benz Citaro К на заміну Cito (які постійно мали технічні несправності) та 52 нових автобусів Irisbus Citelis з метою розширення найбільш популярних маршрутів (15, 3, 7 і 25), а також створення нових.
У 2014 році рухомий склад компанії нараховував 179 одиниць автобусів, а пасажирські перевезення здійснювались вже за 31 маршрутом (перевезено 39 млн пасажирів). У 2015 році компанія почала встановлювати нові автобусні зупинки (у планах заміна 350 старих зупинок).

## Рухомий склад
Рухомий склад (на червень 2014) компанії нараховує 179 одиниць автобусів.
Для зберігання і технічного обслуговування автобусів компанія має автобусний парк, що розташований біля автошляху Коль-ден-Рабасса у Сон-Ферріолі. Загальна площа парку складає 30 000 м². 
| 80 | Mercedes-Benz | Citaro (12 м)      | дизель (12 л) | 2001, 2002 | 101 |
| 8  | Mercedes-Benz | Citaro (12 м)      | дизель (12 л) | 2006       | 100 |
| 14 | Mercedes-Benz | Citaro G (18 м)    | дизель (12 л) | 2001, 2002 | 137 |
| 12 | Mercedes-Benz | Citaro G (18 м)    | дизель (12 л) | 2005, 2006 | 124 |
| 11 | Mercedes-Benz | Citaro К (10,5 м)  | дизель (6 л)  | 2008       | 80  |
| 22 | Iveco         | Citelis (12 м)     | дизель (8 л)  | 2009       | 100 |
| 18 | Iveco         | Citelis (18 м)     | дизель (8 л)  | 2009       | 150 |
| 10 | Iveco         | Citelis GNC (12 м) | газ (8 л)     | 2010       | 100 |
| 2  | Iveco         | Citelis GNC (18 м) | газ (8 л)     | 2010       | 142 |
| 2  | Iveco         | Daily Micro        | дизель (3 л)  | 2008       | 16  |

## Маршрути
Пасажирські перевезення (станом на червень 2014) здійснюються за 31 маршрутом (включаючи і сусідні муніципалітети Маррачі, Кальвія і Льюкмажор).

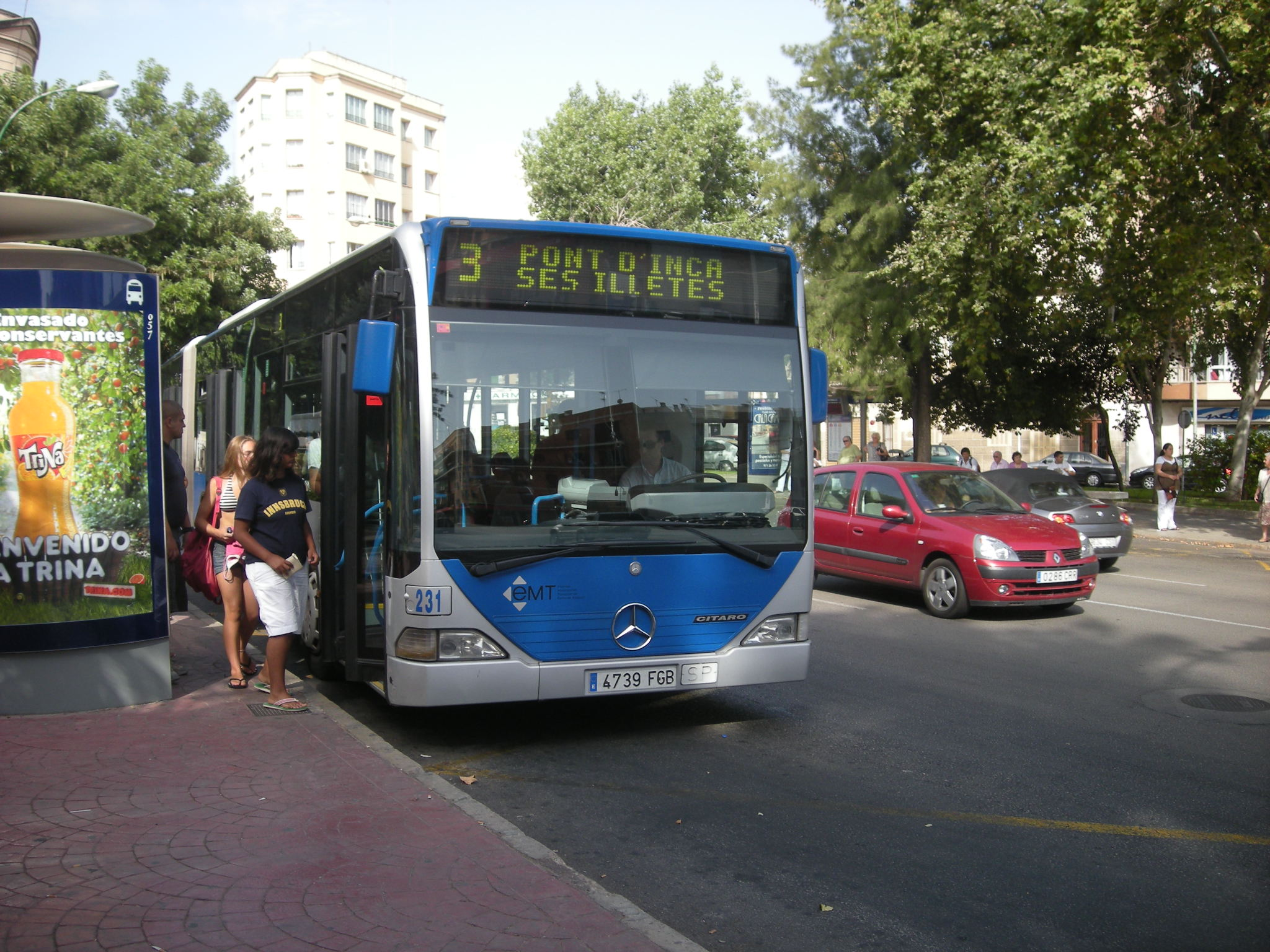
Автобус маршруту №3 біля пласа-дель-Прогрес

| Номер | Кінцеві зупинки | Інтервал (хв.)           | Інтервал (хв.)           | Інтервал (хв.)           | Відстань (в обидві сторони) |
| Номер | Кінцеві зупинки | будні                    | субота                   | святкові дні             | Відстань (в обидві сторони) |
| ----- | --- | ------------------------ | ------------------------ | ------------------------ | --------------------------- |
| 1     | Аеропорт – Місто – Порт | 13                       | 13                       | 13                       | – км                        |
| 2     | Історичний центр (кільцевий) | 10–15                    | 15–30                    | x                        | – км                        |
| 3     | Понт д'Інка – Ільєтес | 9                        | 10                       | 11                       | – км                        |
| 5     | Ес Рафал-Ноу – Сон-Дурета | 11                       | 15–18                    | 20–25                    | – км                        |
| 6     | Ноу-Льєвант – Сон-Еспасес | 32                       | 45–x                     | x                        | – км                        |
| 7     | Сон-Чігала – Сон-Рапінья – Сон-Готлеу Сон-Віда – Сон-Рапінья – Сон-Готлеу                                                                   | 9 60                     | 16-19 60                 | 30 60                    | – км                        |
| 8     | Сон-Рока – Каррер-Сіндікат | 8                        | 12                       | 20                       | – км                        |
| 9     | Сон-Еспаньйол – Порта-де-Сант-Антоні | 60                       | 60                       | 60                       | – км                        |
| 10    | Сон-Кладера – Са-Індіотерія – Каррер-Сіндікат                                                                                               | 15                       | 22                       | 30                       | – км                        |
| 11    | Са-Індіотерія – Сон-Кастельйо - Каррер-Сіндікат                                                                                             | 30                       | 40–80                    | 80                       | – км                        |
| 12    | Са-Гарріга – Сон-Сардина – Ноу-Льєвант | 20                       | 25                       | 35                       | – км                        |
| 14    | Сант-Жорді – с'Осталот – Сон-Ферріол – Пласа-д'Еспанья с'Осталот – Сон-Ферріол – Пласа-д'Еспанья Сант-Жорді – Сон-Ферріол – Пласа-д'Еспанья | x 60 20                  | x 60 20                  | 30 0 30                  | – км                        |
| 15    | Пладжа-де-Палма - Пласа-де-ла-Рейна | 10                       | 10                       | 10                       | – км                        |
| 16    | Естабліментс – Сон-Фустер | 15                       | 15                       | 30                       | – км                        |
| 18    | Сон-Рієра – Порта-де-Сант-Антоні | 60                       | 60                       | 60–x                     | – км                        |
| 19    | Парк BIT – Університет – Порта-дес-Камп | 20                       | x                        | x                        | – км                        |
| 20    | Сант-Агусті – Сон-Еспасес | 22                       | 35                       | 35                       | – км                        |
| 21    | С'Аренал – Аеропорт | 22                       | 22                       | 22                       | – км                        |
| 23    | Пальма – С'Аренал Пальма – С'Аренал – Кала-Блава                                                                                            | 25 120                   | 25 120                   | 25 120                   | – км                        |
| 24    | Сон-Льядзер – Сон-Уго | 33                       | 30–x                     | x                        | – км                        |
| 25    | Пласа-де-ла-Рейна – Пладжа-де-Палма (по автомагістралі)                                                                                     | 10–13                    | 13                       | 20                       | – км                        |
| 28    | Сон-Льядзер (кільцевий) | 60                       | 60                       | 60                       | – км                        |
| 29    | Сон-Еспасес (кільцевий) | 20–40                    | 34                       | 34                       | – км                        |
| 30    | Пласа-д'Еспанья – Сант-Жоан-де-Деу – Кан-Пастілья                                                                                           | 20                       | 25–35                    | 35                       | – км                        |
| 31    | Порта-де-Сант-Антоні - л'Аранджасса - Сант-Жорді                                                                                            | 50                       | 70                       | 70                       | – км                        |
| 33    | Сон-Еспасес – Пласа-д'Еспанья | 16                       | 25                       | 25                       | – км                        |
| 34    | Сон-Еспасес – Ес-Рафал | 70                       | 70                       | 70                       | – км                        |
| 41    | нічний автобус | 25 (по суботам і святам) | 25 (по суботам і святам) | 25 (по суботам і святам) | – км                        |
| 46    | Женова – Сант-Агусті – Каррер-Сіндікат | 22                       | 28                       | 36                       | – км                        |
| 50    | туристичний автобус | 20                       | 20                       | 20                       | – км                        |
| 52    | туристичний поїзд |                          |                          |                          | – км                        |
| 81    | EMT – Каррер-Сіндікат (автобус персоналу)                                                                                                   | не використовується      | не використовується      | не використовується      | – км                        |